# Stichting IOCOB
Stichting Innovatief Onderzoek en onderwijs van Complementaire Behandelwijzen (IOCOB) is een organisatie die zich bezighoudt met de beoordeling van complementaire geneeswijzen, onderzoek doen en het stimuleren van onderzoek naar alternatieve geneeswijzen, en informeren over deze geneeswijzen.
Volgens de stichting IOCOB moeten complementaire vormen van geneeswijzen niet worden opgevat als een alternatief voor, maar als een aanvulling op de reguliere geneeskunde.

## Organisatie
De stichting is in 2007 opgericht door David J. Kopsky en Jan Keppel Hesselink. Kopsky en Keppel Hesselink werkten van 2004 tot 2007 samen in het ORES instituut voor neuroacupunctuur. In 2009 startten ze het instituut voor Neuropathische Pijn, waar ze zich speciaal richten op de behandeling van zenuwpijnen. Acupunctuur speelt daar een ondergeschikte rol.
Voorzitter van stichting IOCOB is de arts Jan Keppel Hesselink. Keppel Hesselink trad op in het NCRV-programma over alternatieve behandelwijzen Uitgedokterd. Hij is sinds 2007 oprichter van en verbonden aan het Instituut voor Neuropathische Pijn en heeft zich volledig toegelegd op het behandelen van chronische pijnsyndromen.

## Website
Volgens de stichting IOCOB worden alle artikelen op de website geschreven door artsen. Het IOCOB hanteert een eigen beoordelingsmatrix waarmee ze de veiligheid en de werkzaamheid van alternatieve geneeswijzen beoordeeld. Hierbij beoordeelt ze een behandeling als zinvol als minstens "twee methodologisch goede studies de effectiviteit en de veiligheid demonstreerden".

## Kritiek
De Vereniging tegen de Kwakzalverij staat kritisch tegenover IOCOB. In een artikel op haar website maakt zij er gewag van dat er een aantal "opvallende familiebanden" bestaat tussen de bestuursleden van de stichting. De Vereniging tegen de Kwakzalverij wijst er verder op dat er volgens hen de nodige reserves in acht moeten worden genomen bij de betrouwbaarheid van de informatie die IOCOB geeft, aangezien er nauwe banden bestaan met een praktijk voor acupunctuur. Verder nomineerde de Vereniging tegen de Kwakzalverij de wetenschappelijke adviesraad van de stichting IOCOB in 2006 voor hun Meester Kackadorisprijs en onderzocht de geloofsbrieven van Jan Keppel Hesselink.
In 2012 ontdekte Jan Keppel Hesselink dat acupunctuur niet werkt. Middels een artikel in het Nederlands Tijdschrift tegen de Kwakzalverij (2020) van de Vereniging tegen de Kwakzalverij, distantieert hij zich van acupunctuur en legt hij uit hoe hij tot het inzicht kwam dat acupunctuur niet werkt.